# Patrick Gamper
Patrick Gamper (Münster, 18 februari 1997) is een Oostenrijks wielrenner die anno 2025 rijdt voor Team Jayco AlUla.

## Carrière
In 2012 werd Gamper nationaal kampioen op de weg bij de nieuwelingen door de sprint van een kleine groep te winnen, Benjamin Brkic en Daniel Tschany werden respectievelijk tweede en derde. Ruim een maand eerder was hij al tweede geworden in de tijdrit. Een jaar later wist hij beide titels te bemachtigen.
In 2014, Gampers eerste jaar als junior, werd hij meteen nationaal kampioen tijdrijden en nam hij deel aan zowel het Europese als het wereldkampioenschap. In 2015 werd hij onder meer zevende in de Trofeo Karlsberg en nam hij wederom deel aan het wereldkampioenschap.
Voor het seizoen 2016 tekende Gamper een contract bij Tirol Cycling Team. In juni wist hij zijn eerste UCI-overwinning te behalen door de laatste etappe van de Ronde van Servië op zijn naam te schrijven. Zes dagen later werd hij zesde op het Oostenrijks kampioenschap tijdrijden bij de eliterenners.
In 2017 werd Gamper onder meer zesde in het nationale kampioenschap tijdrijden en zesde in de tijdrit voor beloften tijdens de Europese kampioenschappen. In de Ronde van de Toekomst droeg hij twee dagen de leiderstrui, nadat hij in de vijfde etappe tweede was geworden. In september werd hij, achter Adam de Vos en Tadej Pogačar, derde in de Raiffeisen Grand Prix.

## Overwinningen
2012
 Oostenrijks kampioen op de weg, Nieuwelingen
2013
 Oostenrijks kampioen tijdrijden, Nieuwelingen
 Oostenrijks kampioen op de weg, Nieuwelingen
2014
 Oostenrijks kampioen tijdrijden, Junioren
2015
 Oostenrijks kampioen tijdrijden, Junioren
2016
6e etappe Ronde van Servië
2019
Gran Premio Industrie del Marmo
 Oostenrijks kampioen tijdrijden, Beloften
2e etappe Ronde van Friuli-Venezia Giulia
2023
 Oostenrijks kampioen tijdrijden, Elite

## Resultaten in voornaamste wedstrijden
| Jaar | Ronde van Italië | Ronde van Frankrijk | Ronde van Spanje |
| ---- | ---------------- | ------------------- | ---------------- |
| 2020 | opgave           |                     |                  |
| 2021 |                  |                     | 112e             |
| 2022 | 108e             |                     |                  |
| 2023 |                  |                     |                  |
| 2024 | 86e              |                     | opgave           |
| 2025 |                  |                     |                  |

| Jaar | Milaan-San Remo | Gent-Wevelgem | Ronde van Vlaanderen | Parijs-Roubaix | Amstel Gold Race | Luik-Bast.‑Luik | Waalse Pijl |  | WK op de weg |
| ---- | --------------- | ------------- | -------------------- | -------------- | ---------------- | --------------- | ----------- |  | ------------ |
| 2020 |                 |               |                      |                |                  |                 | 142e        |  |              |
| 2021 |                 |               | opgave               |                | 124e             |                 | 136e        |  | 38e          |
| 2022 |                 |               |                      |                | opgave           |                 |             |  |              |
| 2023 |                 |               | opgave               | 60e            | opgave           | opgave          | 136e        |  | 22e          |
| 2024 | 135e            |               |                      |                |                  |                 |             |  |              |
| 2025 | 155e            | opgave        |                      | opgave         | opgave           |                 |             |  |              |

## Ploegen
- 2016 –  Tirol Cycling Team
- 2017 –  Tirol Cycling Team
- 2018 –  Polartec Kometa
- 2019 –  Tirol KTM Cycling Team
- 2020 –  BORA-hansgrohe
- 2021 –  BORA-hansgrohe
- 2022 –  BORA-hansgrohe
- 2023 –  BORA-hansgrohe
- 2024 –  BORA-hansgrohe
- 2025 –  Team Jayco AlUla

Ballesteros · Camacho · Cantón · Gamper · Gazzoli · Habtom · Inkelaar · Moschetti · Peña · Ries · Sevilla
Ackermann · Baška · Benedetti · Bodnar · Buchmann · Burghardt · Drucker · Fabbro · Gamper · Gatto · Großschartner · Kämna · Konrad · Laas · Majka · McCarthy · Mühlberger · Oss · Poljański · Pöstlberger · J. Sagan · P. Sagan · Schachmann · Schelling · Schillinger · Schwarzmann · Selig
Ackermann · Aleotti · Baška · Benedetti · Bodnar · Buchmann · Burghardt · Fabbro · Gamper · Großschartner · Kämna · Kelderman · Konrad · Laas · Meeus · Oss · Palzer (vanaf 1 april) · Politt · Pöstlberger · J. Sagan · P. Sagan · Schachmann · Schelling · Schillinger · Schwarzmann · Selig · Walls · Wandahl · Zwiehoff
Aleotti · Archbold · Benedetti · Bennett · Buchmann · Fabbro · Gamper · Großschartner · Haller · Higuita · Hindley · Kämna · Kelderman · Koch · Konrad · Laas · Lührs · Meeus · Mullen · Palzer · Politt · Pöstlberger · Schachmann · Schelling · Uijtdebroeks · van Poppel · Vlasov · Walls · Wandahl · Zwiehoff · Lipowitz (stagiair)
Aleotti · Archbold · Benedetti · Bennett · Buchmann · Denz · Fabbro · Gamper · Haller · Higuita · Hindley · Jungels · Kämna · Koch · Konrad · Koretzky · Lipowitz · Lührs · Meeus · Mullen · Palzer · Politt · Schachmann · Schelling · Uijtdebroeks · van Poppel · Vlasov · Walls · Wandahl · Zwiehoff
Adrià · Aleotti · Benedetti (tot 18/8) · Buchmann · Denz · Gamper · Hajek · Haller · Herzog · Higuita · Hindley · Jungels · Kämna · Koch · Lipowitz · Lührs · Maciejuk · Martínez · Meeus · Mullen · Palzer · Roglič · Schachmann · Sobrero · van Poppel · Vlasov · Wandahl · Welsford · Zwiehoff